# Idaea mancipiata
Idaea mancipiata ist ein Schmetterling (Nachtfalter) aus der Familie der Spanner (Geometridae). Es werden die zwei Unterarten Idaea manciapiata manciapiata und Idaea manciapiata repagulata unterschieden.

## Merkmale
Die Falter erreichen eine Flügelspannweite von 15 bis 20 Millimetern in der ersten Generation eines Jahres, und 14 bis 16 Millimetern in der zweiten Generation. Bei den breiten Flügeln ist beim hinteren Flügelpaar der Saum abgerundet. Die Grundfärbung ist bei der Nominatform blässlich sandfarbenen und besitzt einen bräunlichen Überzug, der insbesondere bei den Populationen in Zentralspanien stärker ausgeprägt ist. Die Unterart I. m. repagulata besitzt eine strahlend weiße Flügelgrundfärbung die nur leicht sandfarben schimmert. Die Querlinien der Flügelzeichnung sind sehr fein und leicht konvex. Bei der Nominatform sind sie braun, bei der anderen Unterart grau. Im distalen Bereich tritt die Grundfärbung deutlich hervor.  Die schwarz gefärbten Diskalflecke sind immer deutlich ausgeprägt und scharf umgrenzt.
Die Stirn (Frons) ist dunkelbraun und der sich daran anschließende Vertex ist weiß oder sandfarben. Der Übergangsbereich zwischen dem Kopf (Occiput) und dem Brustkorb (Thorax) ist normalerweise etwas dunkler. Die Antennen der Männchen sind mit sehr langen Zilien besetzt.
Die Schienen (Tibia) des hinteren Beinpaares sind bei den Männchen schlank und gebogen. Zudem besitzen sie ein weißliches Büschel, das die verkürzten Tarsen nicht bedeckt.

## Geographische Verbreitung und Habitat
Idaea mancipiata ist in Europa und Westasien verbreitet, die Verbreitungsgebiete hängen jedoch nicht zusammen. Während die Nominatform in Südfrankreich und Spanien verbreitet und sehr selten ist, ist die Unterart  I. m. repagulata von der Krim bis zu Ural, sowie vom Nordiran bis zum Kaukasus verbreitet. Die Verbreitungsgebiete erstrecken sich üblicherweise entlang der jeweiligen Küsten, beziehungsweise Oasen im Nordiran. Das Höhenprofil der Nominatform reicht im Regelfall von 0 m bis 300 m und nur in Ausnahmefällen bis 1500 m. Bei der östlich vorkommenden Unterart hingegen sind Höhen bis 1500 m üblich.

## Phänologie und Lebensweise
Idaea mancipiata ist bivoltin, das heißt, es werden zwei Generationen pro Jahr gebildet. Die Falter der ersten Generation fliegen von Anfang Mitte Mai bis Ende Juni. Die zweite Generation fliegt von Anfang August bis Ende Oktober. In höheren Lagen verschieben sich die Zeiten und es ist nicht abschließend geklärt, ob die Art hier univoltin ist.

## Systematik
Die Art wurde von Otto Staudinger 1871 als Acidalia mancipiata erstmals nomenklatorisch gültig beschrieben.